# Гуттесен, Лайвур
Ла́йвур Фо́ссдаль Гу́ттесен (фар. Leivur Fossdal Guttesen; род. 17 января 2002 года в Торсхавне, Фарерские острова) — фарерский футболист, нападающий клуба «ХБ».

## Клубная карьера
Лайвур является воспитанником «ХБ» из родного Торсхавна. Сезон 2019/20 он провёл в датском «Сённерйюске», после чего вернулся в стан «красно-чёрных». Форвард успел провести 2 встречи за резервную команду клуба в первом дивизионе, прежде чем был отдан в аренду «АБ» из фарерской премьер-лиги. Его дебют за арджирцев состоялся 7 августа в поединке со «Скоалой». 24 октября Лайвур открыл счёт голам на турнире, поразив ворота своего родного «ХБ». В сезоне-2021 он вернулся в «ХБ» и выступал за вторую команду.
В 2022 году состоялся результативный дебют игрока в первой команде «ХБ»: в матче Кубка Фарерских островов против «Сувуроя» он забил гол и отдал голевую передачу. Также он отыграл 5 матчей на первенстве архипелага. В сезоне-2023 Лайвур снова был переведён в «ХБ II» и играл исключительно в первом дивизионе. В 2024 году новый главный тренер «красно-чёрных» Адольфо Сормани не только вернул Лайвура в главный состав клуба, но и сделал его игроком основы. 2 марта он вышел с первых минут в матче Суперкубка Фарерских островов против клаксвуйкского «КИ», где к 75-й минуте заработал две жёлтые карточки и был удалён. Тем не менее, эта игра принесла «ХБ» трофей. 25 июля 2024 года Лайвур впервые сыграл в еврокубках: он отыграл первый тайм матча Лиги Конференций с хорватским «Хайдуком». Неделю спустя форвард принял участие в ответной игре, выйдя на замену на 67-й минуте вместо Мухаммеда Самба. На первенстве архипелага сезона-2024 Лайвур провёл 24 встречи и забил 1 мяч.

## Международная карьера
В 2016—2017 и 2019 годах Лайвур представлял родной архипелаг на юношеском уровне, суммарно отыграв 17 встреч и отметившись в них 1 забитым мячом. 5 сентября 2024 года он впервые сыграл за молодёжную сборную Фарерских островов, заменив Мартина Агнарссона на 87-й минуте встречи отборочного турнира на молодёжный чемпионат Европы с молодёжной сборной Хорватии. Всего форвард провёл 4 матча в составе фарерской «молодёжки».

## Достижения
«ХБ Торсхавн»
- Обладатель Суперкубка Фарерских островов (1): 2024